# FedExForum
FedExForum – hala sportowa zlokalizowana w Memphis w stanie Tennessee w USA. W hali rozgrywają swoje mecze drużyny Memphis Grizzlies w NBA i University of Memphis w NCAA. 
Hala została oficjalnie otwarta we wrześniu 2004 roku. Koszt budowy wyniósł 250 milionów dolarów, a obiekt jest własnością miasta. Prawa tytularne zostały zakupione przez firmę z Memphis – FedEx za 92 miliony dolarów. 
Na obiekcie mogą odbyć się mecze hokeja na lodzie, koncerty, walki UFC lub WWE.